# Phaeosphaeria saxonica
Phaeosphaeria saxonica är en svampart som tillhör divisionen sporsäcksvampar, och som först beskrevs av Höhn., och fick sitt nu gällande namn av Robert Alan Shoemaker och C.E. Babcock. Phaeosphaeria saxonica ingår i släktet Phaeosphaeria, och familjen Phaeosphaeriaceae. Arten är reproducerande i Sverige.